# X Games Chiba 2023
La XXXIV edición de los X Games se celebró en Chiba (Japón) entre el 12 y el 14 de mayo de 2023 bajo la organización de la empresa de televisión ESPN.

## Medallistas de ciclismo BMX
| Evento               | Oro                            | Plata                          | Bronce                            |
| -------------------- | ------------------------------ | ------------------------------ | --------------------------------- |
| Parque               | Daniel Sandoval Estados Unidos | Logan Martin Australia         | Marcus Christopher Estados Unidos |
| Parque – Mejor truco | Ryan Williams Australia        | Daniel Sandoval Estados Unidos | Kieran Reilly Reino Unido         |
| Calle                | Boyd Hilder Australia          | Courage Adams Nigeria          | Garrett Reynolds Estados Unidos   |
| Flatland             | Yu Katagiri Japón              | Jean-William Prevost · Canadá  | Matthias Dandois Francia          |